# 栗緒りく
栗緒 りく（くりお りく、1994年3月28日 - ）は、日本の女優、モデル、ストリーマー。
静岡県出身。フリーランス。
ミスiD2021「ベストニュアンスアクトレス賞（非オフィシャル）」。

## 来歴・人物
- 静岡の専門学校に通っていた際、通学中に映画の撮影現場に遭遇したことで、俳優業に興味を持つ。上京する準備のため専門学校を辞め、熱海の旅館で住み込みで働いていた。その後上京し、女優の道へ進む。
- 嫌いな食べ物が多くファミレスやファーストフードを好み、一度好きになった食べ物を食べ続ける傾向がある。
- 好きな食べ物は冷やし担々麺、エッグタルト。
- 潔癖気味で知人を自宅に上げる際には一度足を洗わせる。
- 自己PRが苦手。
- 書道毛筆四段。
- 好きな映画はセブン、怒り、イミテーション・ゲーム、独裁者、紀子の食卓、17歳のカルテ。
- 好きな音楽はアニソン、ボカロ。
- 好きなアーティストはヨルシカ、カンザキイオリ。
- 好きな本は蔦重の教え。

## 出演

### 映画
- 恋恋豆花（2020年、監督：今関あきよし）[2][3]
- 佐々木、イン、マイマイン（2020年、監督：内山拓也）

### 短編映画
- 山本建設（2021年、監督：志熊八竜喜）[4][5]

### テレビドラマ
- 名もなき復讐者 ZEGEN（2019年、関西テレビ）- 第4話

### 舞台
- produced by floortopology 第一弾「オールアップ」（2018年） - MAO 役[6]
- オザワミツグ演劇 第三回お披露目「どうも、セックスよ、こんにちは。」（2019年）[7]
- オザワミツグ演劇 第四回お披露目「世界でひとり落ちてだけじゃないのかもよ」（2019年）[8]

### MV
- DeNeel 「IF」（2020年）

### モデル
- 「REBIRTH PROJECT」全日本制服委員会×ニッポンレンタカー（2018年）[9][10]
- 橋本恵一郎写真展 「街灯の下で鍵を探す」（2018年）